# 休姆 (纽约州)
休姆（英語：Hume）是位于美国纽约州阿利根尼县的一个镇，地处阿利根尼县的最北部，始建于1822年。2010年美国人口普查时，该镇有2071人。其面积为38.3平方英里。